# Selección femenina de fútbol sub-20 de Papúa Nueva Guinea
La selección femenina de fútbol sub-20 de Papúa Nueva Guinea es el equipo representativo de dicho país en las competiciones oficiales de la categoría. Su organización está a cargo de la Asociación de Fútbol de Papúa Nueva Guinea, miembro de la OFC y la FIFA.
En tres ocasiones fue subcampeón del Campeonato Femenino Sub-20 de la OFC.

## Estadísticas

### Copa Mundial Femenina de Fútbol Sub-20
| Canadá 2002             | No clasificó   | No clasificó | No clasificó | No clasificó | No clasificó | No clasificó | No clasificó | No clasificó |             |
| Tailandia 2004          | No clasificó   | No clasificó | No clasificó | No clasificó | No clasificó | No clasificó | No clasificó | No clasificó |             |
| Rusia 2006              | No clasificó   | No clasificó | No clasificó | No clasificó | No clasificó | No clasificó | No clasificó | No clasificó |             |
| Chile 2008              | No clasificó   | No clasificó | No clasificó | No clasificó | No clasificó | No clasificó | No clasificó | No clasificó |             |
| Alemania 2010           | No clasificó   | No clasificó | No clasificó | No clasificó | No clasificó | No clasificó | No clasificó | No clasificó |             |
| Japón 2012              | No clasificó   | No clasificó | No clasificó | No clasificó | No clasificó | No clasificó | No clasificó | No clasificó |             |
| Canadá 2014             | No clasificó   | No clasificó | No clasificó | No clasificó | No clasificó | No clasificó | No clasificó | No clasificó |             |
| Papúa Nueva Guinea 2016 | Fase de grupos | 3            | 0            | 0            | 3            | 1            | 22           |              |             |
| Francia 2018            | No clasificó   | No clasificó | No clasificó | No clasificó | No clasificó | No clasificó | No clasificó | No clasificó |             |
| Costa Rica 2022         | No clasificó   | No clasificó | No clasificó | No clasificó | No clasificó | No clasificó | No clasificó | No clasificó |             |
| Colombia 2024           | No clasificó   | No clasificó | No clasificó | No clasificó | No clasificó | No clasificó | No clasificó | No clasificó |             |
| Polonia 2026            | Por definir    | Por definir  | Por definir  | Por definir  | Por definir  | Por definir  | Por definir  | Por definir  | Por definir |
| Total                   | 1/11           | 3            | 0            | 0            | 3            | 1            | 22           |              |             |

### Campeonato Femenino Sub-20 de la OFC
| Año                     | Fase           | PJ           | PG           | PE           | PP           | GF           | GC           |
| ----------------------- | -------------- | ------------ | ------------ | ------------ | ------------ | ------------ | ------------ |
| Tonga 2002              | No clasificó   | No clasificó | No clasificó | No clasificó | No clasificó | No clasificó | No clasificó |
| Papúa Nueva Guinea 2004 | Subcampeón     | 2            | 0            | 1            | 1            | 1            | 14           |
| Samoa 2006              | Tercer lugar   | 5            | 3            | 0            | 2            | 14           | 8            |
| Nueva Zelanda 2010      | No clasificó   | No clasificó | No clasificó | No clasificó | No clasificó | No clasificó | No clasificó |
| Nueva Zelanda 2012      | Subcampeón     | 3            | 1            | 1            | 1            | 5            | 9            |
| Nueva Zelanda 2014      | Subcampeón     | 3            | 2            | 0            | 1            | 8            | 3            |
| Tonga 2015              | No clasificó   | No clasificó | No clasificó | No clasificó | No clasificó | No clasificó | No clasificó |
| Nueva Zelanda 2017      | Tercer lugar   | 5            | 2            | 1            | 2            | 14           | 17           |
| Islas Cook 2019         | Fase de grupos | 2            | 1            | 0            | 1            | 2            | 8            |
| Fiyi 2023               | Fase de grupos | 2            | 0            | 0            | 2            | 0            | 13           |
| Total                   | 7/10           | 22           | 9            | 3            | 10           | 44           | 72           |